# 赤穂市立坂越小学校
赤穂市立坂越小学校（あこうしりつ さこししょうがっこう）は、兵庫県赤穂市にある公立小学校。

## 沿革
- 1873年 - 4小学校開校、神学校(妙道寺に開設)、松風学校(妙見寺に開設)、文明学校(砂子の寺院に開設)、梨智学校(南野中の民家に設置)
- 1875年 - 洋沿小学校に統合。高野と砂子に支校を置く
- 1885年 - 蓼州小学校、洋沿分校と改称
- 1887年 - 洋沿分校を改称し坂越尋常小学校及び坂越尋常簡易小学校とする
- 1891年 - 簡易小学校を廃止し六か村合併で坂越尋常小学校を設立
- 1892年 - 坂越尋常小学校に高等小学校を設立
- 1941年 - 坂越国民学校と改称
- 1947年 - 坂越町立坂越小学校と改称
- 1951年 - 赤穂市立坂越小学校と改称
- 1963年 - 新校舎に移転

## 通学区域
- 坂越、高野、浜市、砂子、北野中(赤穂小学区への編入区域を除く。)及び南野中(赤穂小学区への編入区域を除く。)

## 進学先中学校
- 卒業生の大半は赤穂市立坂越中学校へ進学する。

## 出身者
- 牟礼正稔 - 赤穂市長

## 通学区域が隣接している学校
- 赤穂市立尾崎小学校
- 赤穂市立赤穂小学校
- 赤穂市立高雄小学校
- 相生市立青葉台小学校